# Пикей
„Пикей“ (на хинди: पीके) е индийски филм от 2014 година, трагикомедия на режисьора Раджкумар Хирани по негов сценарий в съавторство с Абхиджат Джоши.
Филмът е социална сатира, главно на религиозните предразсъдъци, като главният герой е хуманоиден извънземен, който се сблъсква с непонятните за него обществени отношения на Земята, докато се опитва да открие дистанционното управление за космическия си кораб. Главните роли се изпълняват от Аамир Хан, Анушка Шарма, Саурабх Шукла.